# Jan Štokr

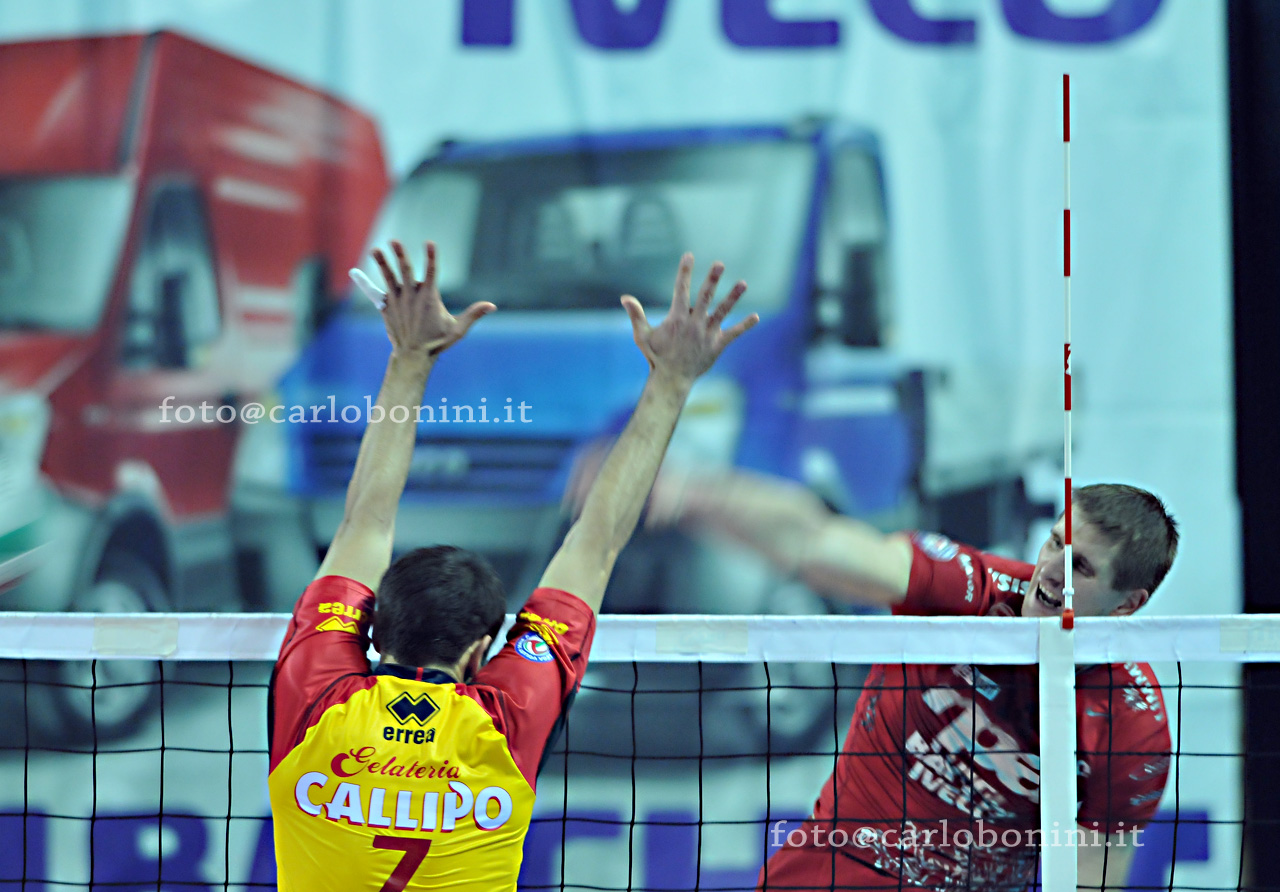
Jan Štokr zawodnikiem RPA-LuigiBacchi.it Perugia podczas ataku z lewego skrzydła w sezonie 2008/2009

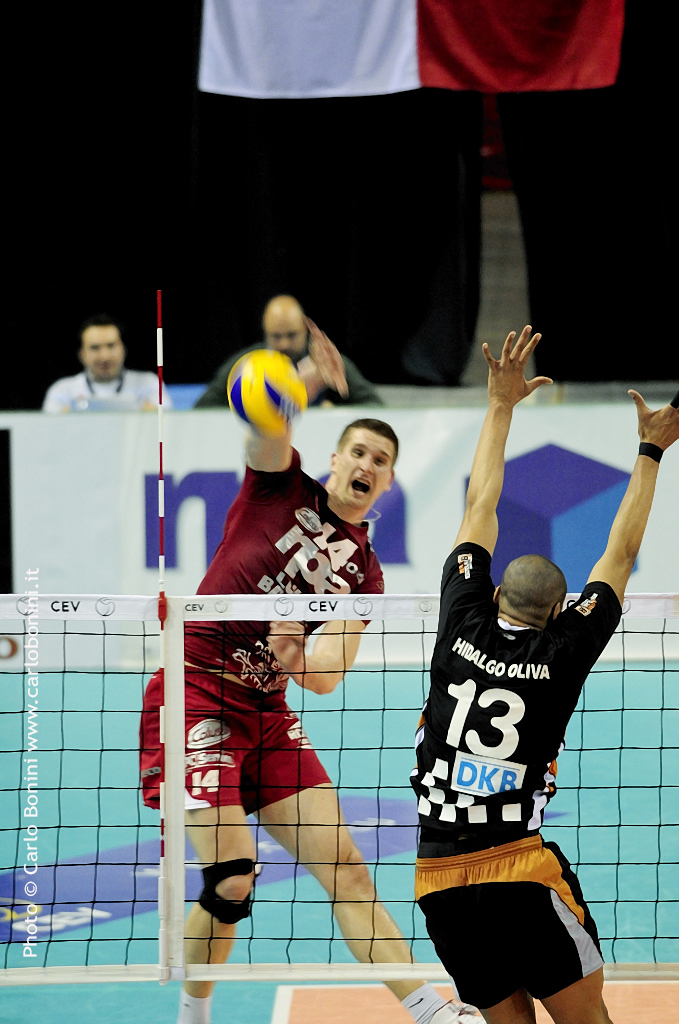
Jan Štokr z numerem 14 na koszulce w barwach RPA-LuigiBacchi.it Perugia atakuje piłkę po prostej obok bloku Salvadora Hidalgo Olivy zawodnika SCC Berlin w półfinale Pucharu Challenge 2010

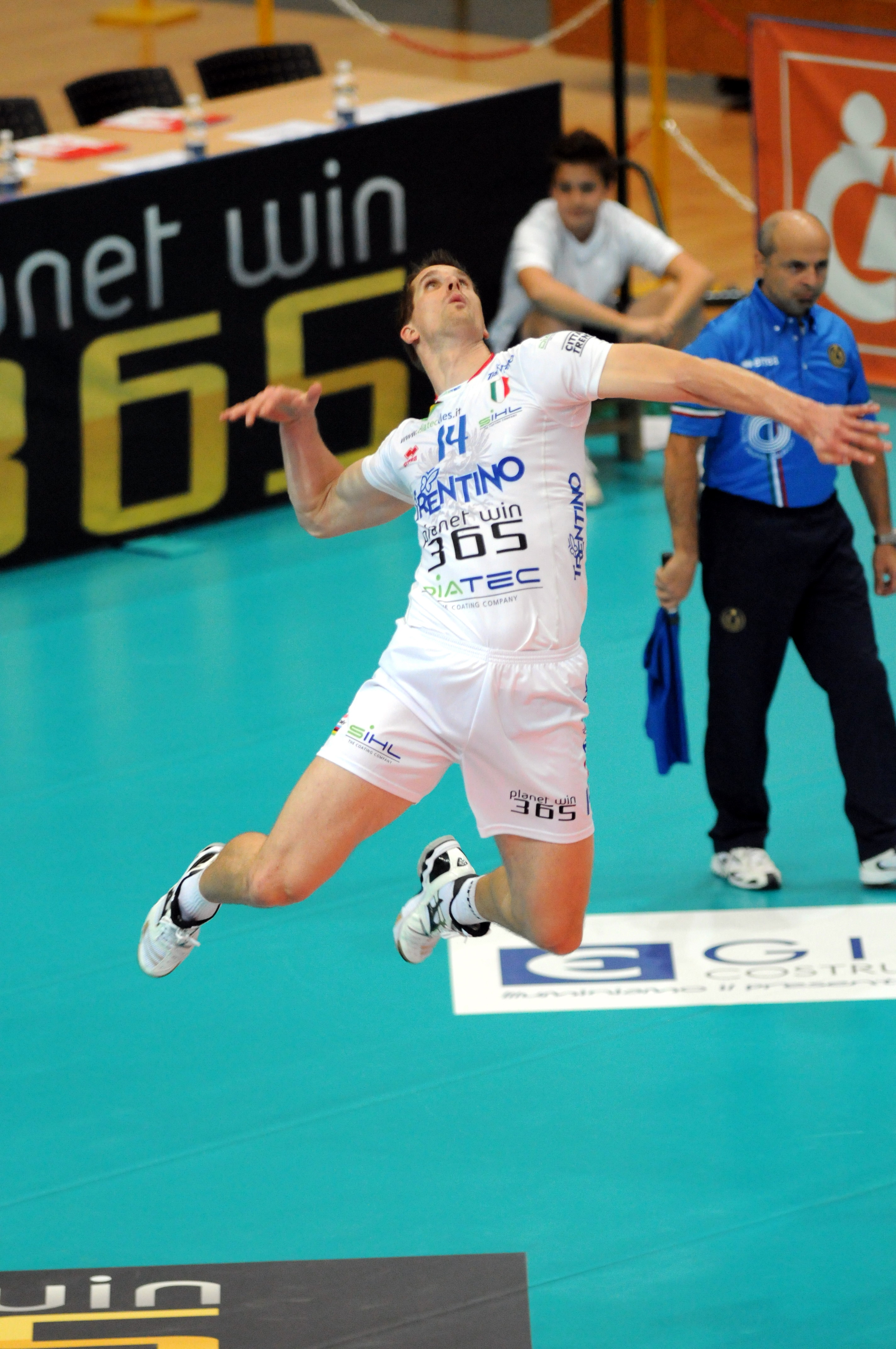
Jan Štokr zawodnikiem Itasu Diatec Trentino podczas wykonywania zagrywki w sezonie 2011/2012

Jan Štokr (ur. 16 stycznia 1983 w Dačicach) – czeski siatkarz, reprezentant kraju, grający na pozycji atakującego. 
Po zakończonym sezonie 2020/2021 w drużynie Dukli Liberec postanowił zakończyć swoją sportową karierę.

## Przebieg kariery
| Kariera juniorska | Kariera juniorska          | Kariera juniorska | Kariera juniorska | Kariera juniorska | Kariera juniorska | Kariera juniorska | Kariera juniorska | Kariera juniorska | Kariera juniorska | Kariera juniorska |
| ----------------- | -------------------------- | ----------------- | ----------------- | ----------------- | ----------------- | ----------------- | ----------------- | ----------------- | ----------------- | ----------------- |
| Lata              | Klub                       |                   |                   |                   |                   |                   |                   |                   |                   |                   |
| 1997–1999         | SK Telc                    |                   |                   |                   |                   |                   |                   |                   |                   |                   |
| 1999–2000         | TJ Je Dukovany             |                   |                   |                   |                   |                   |                   |                   |                   |                   |
| 2000–2001         | USK Praga                  |                   |                   |                   |                   |                   |                   |                   |                   |                   |
| Kariera seniorska |                            |                   |                   |                   |                   |                   |                   |                   |                   |                   |
| 2001–2004         | Chance Odolena Voda        |                   |                   |                   |                   |                   |                   |                   |                   |                   |
| 2004–2005         | Cimone Modena              |                   |                   |                   |                   |                   |                   |                   |                   |                   |
| 2005–2006         | Cagliari Volley            |                   |                   |                   |                   |                   |                   |                   |                   |                   |
| 2006–2010         | RPA-LuigiBacchi.it Perugia |                   |                   |                   |                   |                   |                   |                   |                   |                   |
| 2010–2013         | Itas Diatec Trentino       |                   |                   |                   |                   |                   |                   |                   |                   |                   |
| 2013–2015         | Dinamo Krasnodar           |                   |                   |                   |                   |                   |                   |                   |                   |                   |
| 2015              | Ar-Rajjan SC               |                   |                   |                   |                   |                   |                   |                   |                   |                   |
| 2015–2016         | Suwon KEPCO Vixtorm        |                   |                   |                   |                   |                   |                   |                   |                   |                   |
| 2016–2017         | Itas Diatec Trentino       |                   |                   |                   |                   |                   |                   |                   |                   |                   |
| 2017–2021         | Dukla Liberec              |                   |                   |                   |                   |                   |                   |                   |                   |                   |

## Sukcesy klubowe
Mistrzostwo Czech:
- 2004
- 2002, 2003, 2019
- 2018, 2021

Puchar Czech:
- 2004, 2018, 2021

Puchar Challenge:
- 2010

Klubowe Mistrzostwa Świata:
- 2010, 2011, 2012
- 2016

Liga Mistrzów:
- 2011
- 2012

Mistrzostwo Włoch:
- 2011, 2013
- 2012, 2017

Superpuchar Włoch:
- 2011

Puchar Włoch:
- 2012, 2013

Puchar CEV:
- 2017

## Sukcesy reprezentacyjne
Memoriał Huberta Jerzego Wagnera:
- 2011

## Nagrody indywidualne
- 2011: MVP włoskiej Serie A w sezonie 2010/2011
- 2011: MVP Superpucharu Włoch
- 2012: Najlepszy atakujący Klubowych Mistrzostw Świata
- 2012: Najlepszy siatkarz roku w Czechach
- 2013: Najlepszy siatkarz roku w Czechach
- 2016: Najlepszy siatkarz roku w Czechach